# Uraecha curta
Uraecha curta är en skalbaggsart som beskrevs av Stefan von Breuning 1957. Uraecha curta ingår i släktet Uraecha och familjen långhorningar. Inga underarter finns listade i Catalogue of Life.